# Viva Kids, Vol. II
Viva Kids, Vol. 2 (estilizado como Viva Kids Volumen DO2)  é o décimo sexto álbum de estúdio da cantora e atriz mexicana Thalía e seu segundo álbum voltado para crianças, lançado em 29 de maio 
de 2020 pela Sony Music Latina. O álbum é composto por 15 faixas, todas inéditas escritas por Thalía. O novo trabalho é uma sequência 
de seu álbum infantil de 2014, Viva Kids, Vol. I

## Antecedentes e Lançamento
No dia 26 de maio, Thalía anunciou por meio de vídeos animados que estava trabalhando no Viva Kids, Vol. 2, a continuação de seu projeto musical infantil inspirado em seus filhos.
Ao contrário de sua primeira edição, Viva Kids, Vol. 2 é um álbum de 15 músicas totalmente originais, compostas pela própria Thalía em conjunto com 
Marcela De La Garza e produzidas por Armando Ávila. Duas das músicas foram co-escritas por sua filha, Sabrina Mottola.
O disco foi lançado oficialmente no dia 29 de maio de 2020 em todas as plataformas digitais.

## Promoção
Thalía lançou videoclipes para todas as músicas do álbum para promovê-lo. O primeiro single Mi No Cumpleaños foi lançado com um videoclipe no mesmo dia do 
lançamento do álbum. A artista também formou uma parceria com o Discovery Kids na qual os videoclipes das músicas do álbum seriam reproduzidos durante sua 
programação e também estariam disponíveis no aplicativo Discovery Kids Plus.

## Faixas
| Viva Kids, Vol. 2 - Versão Padrão |                        |                                          |                |         |  |
| N.º                               | Título                 | Compositor(es)                           | Produtor(es)   | Duração |  |
| 1.                                | "Mi No Cumpleaños"     | Thalía Marcela De la Garza               | Armando Ávila  | 2:21    |  |
| 2.                                | "La Canción de la Efe" | Thalía De la Garza                       | Ávila          | 2:12    |  |
| 3.                                | "Salto"                | Thalía De la Garza                       | Ávila          | 2:36    |  |
| 4.                                | "Iuuuuu"               | Thalía De la Garza                       | Ávila          | 2:47    |  |
| 5.                                | "La Vacuna"            | Thalía De la Garza                       | Ávila          | 3:03    |  |
| 6.                                | "Una Cucaracha"        | Thalía De la Garza                       | Ávila          | 1:59    |  |
| 7.                                | "No Quiero Venduras"   | Thalía De la Garza                       | Ávila          | 2:27    |  |
| 8.                                | "Es un Pedo"           | Thalía De la Garza Sabrina Sakae Mottola | Ávila          | 2:39    |  |
| 9.                                | "Diente"               | Thalía De la Garza                       | Ávila          | 2:16    |  |
| 10.                               | "No Se Trata de Ganar" | Thalía De la Garza                       | Ávila          | 2:22    |  |
| 11.                               | "Los Reyes Magos"      | Thalía De la Garza                       | Ávila          | 3:00    |  |
| 12.                               | "Yo Puedo Sola"        | Thalía De la Garza Mottola               | Ávila          | 2:17    |  |
| 13.                               | "Miedo-Terror"         | Thalía De la Garza                       | Ávila          | 2:20    |  |
| 14.                               | "Mis Tradiciones"      | Thalía De la Garza                       | Ávila          | 2:28    |  |
| 15.                               | "A Dormir"             | Thalía De la Garza                       | Ávila          | 4:20    |  |
| Duração total:                    | Duração total:         | Duração total:                           | Duração total: | 39:11   |  |